# Кубрак В'ячеслав Анатолійович
В'ячесла́в Анато́лійович Кубра́к (нар. 11 квітня 1986, Миролюбівка, Херсонська обл. — пом. 11 жовтня 2019, Дніпро) — прапорщик Збройних сил України, учасник російсько-української війни. Герой України.
Іменем Вячеслава Кубрака названо патрульний катер ВМСУ (б/н Р194).

## Життєпис
Народився 1986 року в селі Миролюбівка (Нововоронцовський район, Херсонська область).
Учасник миротворчої місії в Косові — був водієм тягача на базі «Уралу». Брав участь у порятунку польських миротворців, автомобіль яких впав у гірську прірву та застряг на дереві. 2008 року у складі інженерно-саперного загону 17-ї танкової бригади ліквідовував наслідки вибухів на 61-му арсеналі ЗСУ в Лозовій, розміновував прилеглі території з 2009 по 2012 рік. Одного разу прибув представник Генерального штабу та захотів на власні очі побачити чим займаються сапери — на об'єкт повіз В'ячеслав Кубрак гусеничною технікою ІМР-2. При проїзді через небезпечну ділянку під машиною вибухнула міна 82-го калібру; Кубрак зазнав контузії. Проходив службу у Криму, в 36-й бригаді. У складі бригади двічі брав участь у міжнародних військових навчаннях «Сі Бриз».
Після окупації Криму російськими військами вийшов на материкову частину України. Прапорщик, командир інженерно-саперного взводу 36-ї бригади. З вересня 2014 року виконував завдання у Приазов'ї; бойове хрещення прийняв поблизу селища Гранітне, відразу потрапили під шквальний вогонь російської важкої артилерії та «градів». У друге відрядження знову в сектор «Маріуполь». Поблизу селища Лебединське зняли ворожі міни та виставили їх на ті маршрути, якими мала рухатися ДРГ; для багатьох окупантів той ранковий похід був останнім. 2016 року взвод В'ячеслава першим вступив на східну околицю Широкиного. У 2017 році став героєм сюжету «Військового телебачення» — про саперів на фронті. На його особистому рахунку не одна сотня бойових розмінувань.
8 жовтня 2019 року під час виконання бойового завдання з проведення інженерної розвідки в зоні боїв зазнав мінно-вибухового поранення внаслідок підриву на невідомому вибуховому пристрої.
11 жовтня 2019-го помер в Обласній клінічній лікарні ім. Мечникова.
Похований 13 жовтня 2019 року у рідному Миролюбівка Нововоронцовський район.
Без В'ячеслава лишилася мати, дві сестри, брат, та дружина Анастасія (одружився в липні 2019 року).

## Нагороди
- Звання Герой України з удостоєнням ордена «Золота Зірка» (22 серпня 2020, посмертно) — за особисту мужність і героїзм, виявлені у захисті державного суверенітету та територіальної цілісності України, самовіддане служіння Українському народові[3]
- Орден «За мужність» III ст. (23 серпня 2019) — за особисту мужність і самовіддані дії, виявлені у захисті державного суверенітету та територіальної цілісності України[4]
- Медаль «За бездоганну службу» III ст. (22 травня 2018) — за особисту мужність, виявлену у захисті державного суверенітету і територіальної цілісності України, зразкове виконання військового обов'язку та з нагоди Дня морської піхоти України[5]
- Відзнака Президента України «За участь в антитерористичній операції»